# Riccardo Bellotti
Riccardo Bellotti (sinh ngày 5 tháng 8 năm 1991) là vận động viên quần vợt người Ý.
Bellotti có xếp hạng ATP đơn cao nhất ở vị trí 199, đạt được vào ngày 8 tháng 5 năm 2017. Anh cũng xếp hạng ATP đôi cao nhất sự nghiệp ở vị trí 514 vào ngày 10 tháng 12 năm 2012.
Bellotti có trận đấu ATP chính thức đầu tiên ở Giải quần vợt Istanbul Mở rộng 2017 sau khi đánh bại Andrés Molteni và Laurynas Grigelis ở vòng loại. Anh bị đánh bại bởi Rogério Dutra Silva ở vòng một.